# 空飛ぶ殺し屋
「空飛ぶ殺し屋」（そらとぶころしや）は、イギリスのSFドラマ『プライミーバル』の第1章第5話。2007年3月10日にITVで初放送された。ゴルフ場で男性客の惨死体が発見され、現地で調査チームは上空に浮かぶ巨大な時空の亀裂とプテラノドンに遭遇する。

## あらすじ
男性ゴルフ客が生物に襲われ、肉が綺麗に削ぎ落とされた遺体が発見される。現場でアビーとスティーブンおよびニックは上空に浮かぶ巨大な時空の亀裂を発見し、空を飛ぶ巨大なプテラノドンと遭遇する。一方遅れてアビーの家を出発したコナーはうっかり窓を開けたままにしてしまい、内務省や他の調査チームのメンバーに秘密でアビーが飼育していたコエルロサウラヴスのレックスが共に車に乗り込んでしまう。
ゴルフ場に到着したコナーはレックスに逃げられてしまい、レックスを追いかけてゴルフ場に進入する。その際にプテラノドンによる襲撃を受けるが、コナーとレックスは辛うじてその攻撃を回避する。その様子を目撃していたニックはプテラノドンが男性客殺害の犯人ではない可能性を考慮し、プテラノドンの飛び去ったロンドン市街を舞台にした捕獲作戦を立案する。人命がかかっていると主張するクローディアはニックの意見を棄却するが、強く反発するニックを前に渋々彼の捕獲作戦に同行する。
スティーブンが麻酔銃で狙撃しプテラノドンを鎮圧したものの、クローディアはプテラノドンの嘴に打たれて昏倒する。ゴルフ場のホテルに運び込まれた彼女はやがて意識を回復するが、脳震盪による一時的な失明を患っていることに気付く。そして彼女に輸血していた血液パックが破れたことで、ゴルフ客を殺害した真犯人であるアヌログナトゥスの群れが血の匂いを嗅ぎつけて彼女を標的にし、ホテルに向かって押し寄せて来る。
ニックが彼女を守るために救急車からバーナーを回収する間、彼の構築したバリケードを突破してホテルに侵入したアヌログナトゥスが彼女に迫る。やがて視力を徐々に回復し始めた彼女の前に突如ヘレンが姿を現わし、大規模なガス爆発を起こしてアヌログナトゥスを吹き飛ばして彼女を救出する。ヘレンは爆破の後にすぐにどこかへ逃げ去り、クローディアは遅れて救出に向かおうとしていたニックにヘレンの助けがあったことを告げる。
一方、レックスはアビーとコナーが再び確保し、レックスを逃がしたコナーも家事を手伝うといった諸条件の下でアビーに許される。眠っているプテラノドンを見張っていたスティーブンと最後に全員が合流し、プテラノドンを亀裂の向こうへ帰して事態は終息する。

## キャスト
日本語吹替声優は左からNHK放送版、DVD版の順。
ニック・カッター
演 - ダグラス・ヘンシュオール、声 - 堀内賢雄/大塚芳忠
スティーブン・ハート
演 - ジェームズ・マレー、声 - 川本克彦/加瀬康之
コナー・テンプル
演 - アンドリュー・リー・ポッツ、声 - 宮下栄治/浪川大輔
アビー・メイトランド
演 - ハナ・スピアリット、声 - 斉藤梨絵/足立友
クローディア・ブラウン
演 - ルーシー・ブラウン、声 - 加藤優子/小林さやか
ヘレン・カッター
演 - ジュリエット・オーブリー、声 - 唐沢潤/赤池裕美子
トム・ライアン
演 - マーク・ウェイクリング、声 - 藤真秀/一馬芳和

## 登場する生物
コエルロサウラヴス
レックス。
プテラノドン
モデルは Pteranodon ingens であり、大きさの誇張はされていない。映画『ジュラシック・パークIII』などのように積極的に人間を襲う生物としては描写されておらず、魚類や小型爬虫類を捕食する生態で描かれている。
アヌログナトゥス
モデルは Agnurognathus ammoni。史実では微小な針状の歯で昆虫などを捕食したと考えられているが、劇中では恐竜の肉を剥ぎ取れるように大型の歯を有する姿で復元されている。松田眞由美は、アヌログナトゥスの属名を直訳するとFrogmouth（＝ガマグチヨタカ）になり、劇中のアヌログナトゥスの容姿もガマグチヨタカ属に類似していると指摘している。
『プライミーバル』と同じくインポッシブル・ピクチャーズが製作した番組では、プテラノドンが『続 タイムスリップ! 恐竜時代 古代の海へ』に、アヌログナトゥスが『ウォーキングwithダイナソー〜驚異の恐竜王国』に登場している。

## 放送
イギリスではITVで2007年3月10日に、ドイツではプロジーベンにて Aus heiterem Himmel という題で2007年7月2日に初放送された。アメリカ合衆国ではBBCアメリカにて2008年9月6日に放送された。
日本では2009年1月4日午後4時20分からNHK総合で初放送され、直後に「未知なる獣」が続けて放送された。同年8月8日にはNHKデジタル衛星ハイビジョンで午後4時20分から、8月26日には同じくNHK総合で午後5時5分から、第2章の放送に合わせて再放送された。2010年5月2日には午前10時50分から第3章の放送に合わせて再放送された。

## 批評家の反応
Webサイト The Sci-Fi Online のポール・シンプソンは、「空飛ぶ殺し屋」に10点満点中8点の評価を付け、アルフレッド・ヒッチコックの映画『鳥』をオマージュした数多くの作品の中でも特に優れていると述べ、コメディと緊張感を混合して前話「ドードーの悲劇」にも劣らないアクション重視の作品に仕上がっていると評価した。また、彼はニックとクローディアの関係性も称賛した。しかし、彼はただ1つ気がかりな点として、乗用車にレックスが乗っていることにコナーがゴルフ場に着くまで気付かなかった点が論理的でないと批判した。また、彼は製作スタッフがこれまで『プライミーバル』のコンセプトの表層にしか触れていないと感じていたが、これについては次話「未知なる獣」の次回予告を見て、核心に迫る展開になると予想した。